# William Unruh
William George Unruh (Winnipeg, 28 agosto 1945) è un fisico canadese.
All'Università della British Columbia di Vancouver, descrisse l'ipotetico effetto di Unruh nel 1976.

## Biografia
Unruh è nato a Winnipeg, in Manitoba. Ha ottenuto il suo B.Sc. dall'Università di Manitoba nel 1967, seguito da M.A. (1969) e Ph.D. (1971) della Università di Princeton, New Jersey, sotto la direzione di John Archibald Wheeler.

## Aree di ricerca
Unruh ha fornito contributi importanti alla comprensione della gravità, buchi neri, cosmologia e campi quantici in spazi curvi, compresa la scoperta di ciò che è ora noto come effetto Unruh. Unruh ha contribuito ai fondamenti della meccanica quantistica in aree come la decoerenza e la questione del tempo nella meccanica quantistica. Ha contribuito a chiarire il significato di nonlocalità in un contesto quantistico, in particolare che la nonlocalità quantica non segue il teorema di Bell e che in definitiva la meccanica quantistica è una teoria locale. Unruh è anche uno dei principali critici dell'esperimento Afshar.
Unruh è anche interessato alla musica e insegna la fisica della musica.

### L'effetto Unruh
L'effetto Unruh, descritto da Unruh nel 1976, è la previsione che un osservatore in moto accelerato osserverà la radiazione del corpo nero dove un osservatore inerziale non ne osserverebbe nessuno. In altre parole, l'osservatore accelerato si troverà in uno sfondo caldo, la cui temperatura è proporzionale all'accelerazione. Lo stesso stato quantico di un campo, che è considerato lo stato fondamentale per gli osservatori nei sistemi inerziali, è visto come uno stato termico per l'osservatore uniformemente accelerato. L'effetto Unruh significa quindi che la nozione stessa del vuoto quantistico dipende dal percorso dell'osservatore attraverso lo spaziotempo.
L'effetto Unruh può essere espresso in una semplice equazione che dà l'energia equivalente kT di una particella in accelerazione uniforme (con a pari all'accelerazione costante), come:
{\displaystyle kT={\frac {\hbar a}{2\pi c}}}